# Ziekte van Van Buchem
De ziekte van Van Buchem of hyperostosis corticalis generalisata is een autosomaal recessieve erfelijke ziekte van het skelet gekenmerkt door een ongeremde botgroei, vooral zichtbaar in de schedel.
De ziekte werd in 1955 voor het eerst beschreven door prof. dr. F.S.P. van Buchem bij twee patiënten in hetzelfde gezin op Urk. De oorzaak is dat bot sneller wordt aangemaakt dan het wordt afgebroken, waardoor het in de loop der levensjaren steeds dikker wordt. De eerste verschijnselen zijn vaak doofheid en verlammingen in het gezicht, die veroorzaakt worden doordat het doorgroeiende bot de zenuwen afknelt. Deze aandoening is te herleiden tot een deletie op chromosoom 17q. Een kind kan alleen de ziekte krijgen als beide ouders drager zijn; het kind is homozygoot voor het vanbuchemallel (d.w.z. heeft het allel in tweevoud) en beide ouders zijn heterozygoot voor het vanbuchemallel (d.w.z. hebben het allel in enkelvoud). Het betrokken gen is SOST en het betrokken eiwit is sclerostine. Er zijn ongeveer 35 patiënten met deze ziekte bekend, allen met hun wortels op Urk.
Urk was vroeger een eiland in de Zuiderzee. Sinds de droogmaking in 1942 is de plaats gelegen in de Noordoostpolder, maar de bewoners vormen nog altijd een uitgesproken gesloten gemeenschap. Het eeuwenlang isolement liet zijn sporen na, ook in de genen. Doordat er al heel lang bijna uitsluitend onderling wordt getrouwd hebben de Urkers een aantal erfelijke eigenschappen met elkaar gemeen. Dat maakt de kans op bepaalde erfelijke aandoeningen groter.